# マラジョ島

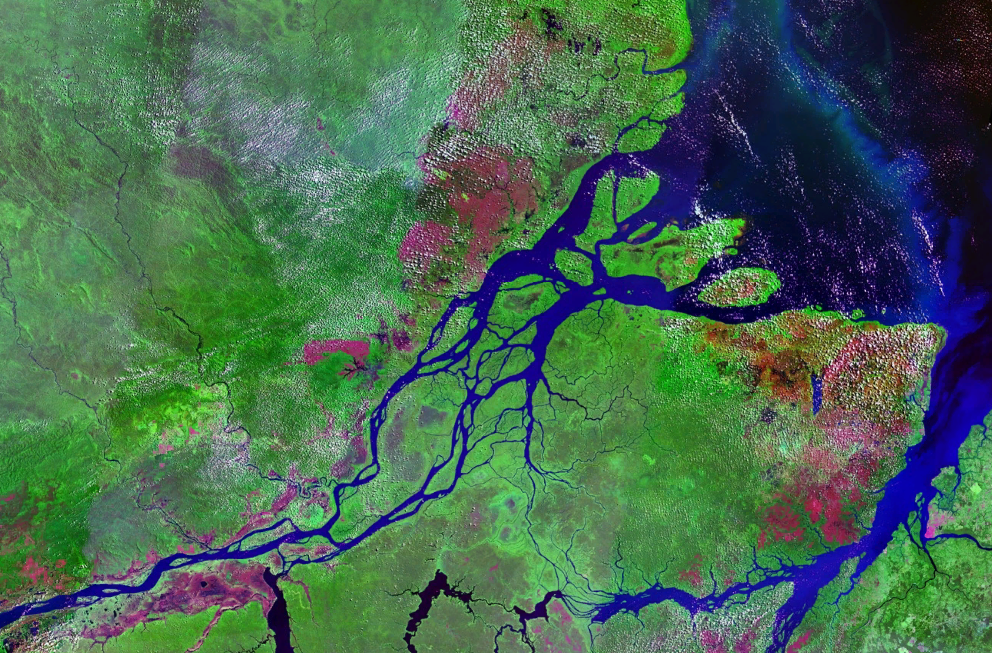
アマゾン川河口付近。画面中央の大河（アマゾン川）と画面右下の大河（パラ川）に挟まれた部分がマラジョ島である。

マラジョ島の範囲（図中の文字表現はウクライナ語)

マラジョ島（マラジョとう、ポルトガル語: Ilha de Marajó）は、ブラジルのアマゾン川河口にある島である。面積約4万平方キロメートル（九州を上回る）。最大自治体はブレーヴェス。

## 自然と産業
マラジョ島は北をアマゾン川、南をパラ川にはさまれた巨大な中州で、四方を淡水に囲まれた島としては世界最大である。島の北東側は大西洋に面しているが、アマゾン川からの莫大な流量により沖合いまで淡水化されている。島の全域が低地で雨が多いため、熱帯雨林と湿地が広がる。マラジョ島を含むマラジョ諸島と一帯のマングローブ群は生物多様性に富んでおり、2018年にラムサール条約登録地となった。
島の産業としては、天然ゴムの採取と水牛の飼育がある。島内に大きな町はないが、パラ川の対岸に大都市ベレンがあり、これを介せば国内外との交通は不便ではない。豊かな自然を求めて観光客が訪れる。

## 歴史
マラジョ島には古くからインディオが住んでいた。その歴史の中に、400年頃から1300年頃まで栄えたマラジョ文化がある。マラジョ文化の遺物で特徴的なのはその彩色土器で、表面が、渦巻き形をともなう幾何学文様で覆われている。人々は墳墓を作り、大きな甕に死者を容れて葬った。
ヨーロッパ人による島の発見はアマゾン川発見と同時で1500年、スペイン人航海者ビセンテ・ヤニェス・ピンソンによる。後にポルトガルの勢力下に置かれ、その領土となった。1616年にポルトガル人は対岸にベレンを築き、しだいに島の開発にも手をのばした。